# Terunosuke Takezai
Terunosuke Takezai (竹財輝之助, Takezai Terunosuke), né le 7 avril 1980 à Kumamoto, est un acteur et mannequin japonais.

## Biographie
Alors qu'il fréquente le lycéen luthérien privé de Kyūshū, à Kumamoto, Terunosuke Takezai intègre une agence de mannequinat. Tout en poursuivant ses études de psychologie, il déménage à Tokyo pour lancer sa carrière. Sur cette période, il décide de tenter sa chance en tant que comédien.
Courant 2004, il fait ses premiers pas en tant qu'acteur dans Kamen Rider Blade, une série issue de la franchise tokusatsu à succès Kamen Rider.
En 2007, il auditionne pour le film Mirai Yosouzu. Il décroche le rôle masculin principal face à des milliers de candidats. Le long métrage, inspiré des chansons du groupe Dreams Come True, renforce sa notoriété. Sur la même période, il figure dans l'adaptation télévisuelle du manga mélodramatique Le Sablier.
Par la suite, il s'oriente vers des rôles plus exigeants, plus complexes, et se tourne vers des personnages à la moralité ambiguë ; comme il le dit lui-même : « J'ai joué des salauds pendant les deux tiers de ma carrière ! ».
En 2009, il est à l'affiche du film Kanikōsen réalisé par Sabu et tiré du roman social Le Bateau-usine de Takiji Kobayashi. Le casting, très prestigieux, comprend notamment Ren Ōsugi, Ryuhei Matsuda, Hidetoshi Nishijima, Kengo Kōra ou encore Hirofumi Arai.
L'année suivante, il s'illustre dans le long métrage Parade du réalisateur-scénariste Isao Yukisada, adapté du drame psychologique éponyme de Shūichi Yoshida. La distribution comporte entre autres Tatsuya Fujiwara et Kento Hayashi. Toujours en 2010, il retrouve Sabu pour la série comico-dramatique Trouble Man, où il joue un yakuza face à Shigeaki Kato.
En 2017, il figure dans Kimi wa Petto, nouvelle adaptation du josei éponyme de Yayoi Ogawa : il prête ses traits à Shigehito Hasumi, le rival du jeune danseur Momo (Jun Shison) dans le cœur de Sumire Iwaya (Noriko Iriyama).
Fin 2017, il est choisi pour le rôle principal de Pornographer, un drama basé sur le yaoi culte de Maki Marukido. De 2018 à 2021, sous la direction du réalisateur Kōichirō Miki, il interprète ainsi Rio Kijima, un romancier spécialisé dans la littérature érotique dont s'éprend un jeune homme campé par Kenta Izuka. Le drama est un succès qui engendre plusieurs projets : la préquelle Mood Indigo, la suite cinématographique Playback ainsi que les deux courts métrages Spring Life et Continued Spring Life. Terunosuke Takezai est présent dans chaque opus. Sur le plateau, il noue une relation très forte avec son partenaire Kenta Izuka, lequel voit en lui une figure fraternelle.

## Vie privée
Terunosuke Takezai pratique le baseball, l'équitation et le golf,. Lecteur assidu, il est également féru de gastronomie et passionné de moto,.
Il est marié avec l'actrice Miho Fujima depuis le 20 février 2014. Ils deviennent parents en 2019.

## Filmographie partielle

### Cinéma
- 2004 : Kamen Rider Blade: Missing Ace : Kotarō Shirai
- 2006 : Cherry Pie : Kenro
- 2006 : Mizu ni sumu hana : Yuzuru Nikaidō
- 2007 : Mirai Yosouzu : Keita Fukushima
- 2008 : One Million Yen Girl : Yūki
- 2009 : Listen to My Heart : Kōhei
- 2009 : Kanikōsen : Hatanaka
- 2010 : Parade : Tomohiko Maruyama
- 2010 : Ōoku : Shirakawa
- 2011 : Gachiban - Ultimatum 2 : Oowada Kinji
- 2012 : Muse no Kagami : Tsukasa Konoe
- 2014 : Lingering Spirits :  Kanta
- 2015 : Nōnai Poison Berry : L'ex-fiancé d'Ichiko
- 2018 : Marmalade Boy : Shin'ichi Namura
- 2018 : Happy Mail : Kosuke
- 2021 : Pornographer : Playback : Rio Kijima
- 2024 : Toxic Daughter
- 2025 : Trillion Game : Tadanori Nagase

### Séries
- 2004 - 2005 : Kamen Rider Blade : Kotarō Shirai
- 2006 : Rondo : Masashi Natsume
- 2007 : Le Sablier : Daigo Kitamura
- 2008 : Atsuhime : le Prince Arisugawa Taruhito
- 2010 : Trouble Man : Tokio Osaki
- 2011 : Kaitō Royale : Makato Mikami
- 2012 : Doctor Ume : Kinoshita
- 2013 : Hanzawa Naoki : Ryota Shimada
- 2014 : HERO : Keigo Shiroyama (épisode 7)
- 2017 : Kimi wa Petto : Shigehito Hasumi
- 2018 : Pornographer : Rio Kijima
- 2019 : Mood Indigo : Rio Kijima
- 2020 : Onna tomodachi : Mitsuru Onozawa
- 2021 : One Half of a Married Couple : Kazuma Nakayama
- 2022 : Kamakura-dono no Jūsan-nin : Itō Sukekiyo
- 2023 : Trillion Game : Tadanori Nagase
- 2024 : Oshi no Ko : Himura
- 2024 : Otto no Katei wo Kowasu made : Yudai Kisaragi
- 2025 : Otto yo, shinde kurenai ka : Mitsuhiro Komoto

### Courts métrages
- 2013 : Goldfish
- 2021 : Pornographer : Spring Life : Rio Kijima
- 2021 : Pornographer : Continued Spring Life : Rio Kijima

## Crédit d'auteurs
- (en) Cet article est partiellement ou en totalité issu de l’article de Wikipédia en anglais intitulé « Terunosuke Takezai » (voir la liste des auteurs).